# Hulpstelling
Een hulpstelling of lemma is in de wiskunde een stelling waarin een deelresultaat aangetoond wordt dat nodig is als onderdeel van het hoofdresultaat, de eigenlijke stelling of hoofdstelling. Hoewel een hulpstelling ook op zichzelf van belang kan zijn, is het resultaat van de hulpstelling meestal slechts van belang voor de hoofdstelling. Het begrip is dus relatief, het hangt van het einddoel van een wiskundige af. Een stelling is niet inherent een hulpstelling, maar kan bijvoorbeeld in de natuurkunde worden gebruikt om een verschijnsel te verklaren. In de loop van de tijd is de status van veel stellingen dan ook verlaagd door de ontwikkeling van nieuwe theorieën, maar opwaardering komt ook voor.
Een voorbeeld van een 'degradatie' is de hoofdstelling van de rekenkunde, die tegenwoordig (slechts) aantoont dat de ring der gehele getallen een ontbindingsring is. Anderzijds is de stelling van Bolzano-Weierstrass door Bernard Bolzano bewezen als een lemma in het bewijs van de tussenwaardestelling. Pas vijftig jaar later werd het grote belang van de stelling in zijn eigen recht erkend, nadat Karl Weierstrass haar nogmaals had bewezen.